# Артавазд Камсаракан
Артавазд Камсаракан (вірм. Արտավազդ Կամսարական; д/н —732) — 8-й гахерец ішхан (головуючий князь) Вірменії в 726—732 роках.

## Життєпис
Онук Нарсе V, гахерец ішхана Вірменії, син Грагата, ішханна Шираку. Відомостей про нього обмаль. Ймовірно в 710-х роках після відсторонення з політичного життя гахерец ішхана Смбата VI Багратуні намагався заручитися підтримкою Візантії, але там тривала запекла боротьба за владу. Одружився з Шушаною Маміконян.
726 року після смерті Багратіоні зумів домогтися обранням себе гахерец ішханом, проте халіф Гішам не визнав цього. Разом з тим зумів домогтися визнання у імператора Лева III, отримавши титул патрикія.
У 730 році виступив на боці арабів проти хозарського вторгнення на Кавказ на заклик Нарсе, верховного князя Кавказької Албанії. Помер або загинув 732 року. Новим гахерец ішханом став Ашот III Багратуні.